# Amortiguador hidráulico

Diagrama simplificado
de un amortiguador lineal

Un amortiguador hidráulico es un dispositivo mecánico que se opone al movimiento por medio de la fricción viscosa. La fuerza resultante es proporcional a la velocidad, pero actúa en sentido contrario, frenando el movimiento y absorbiendo energía. Se suele utilizar junto con un resorte (que actúa para resistir el desplazamiento). El símbolo del diagrama de proceso e instrumentación (P&ID) para un amortiguador es .

## Tipos
Los dos tipos más comunes de amortiguadores son los lineales y los rotativos.

### Amortiguador lineal
Los amortiguadores lineales - o puntos de apoyo lineales - se utilizan para ejercer una fuerza opuesta a un movimiento de traslación. Generalmente se especifican por la carrera (cantidad de desplazamiento lineal) y el coeficiente de amortiguación (fuerza por velocidad).

### Amortiguador rotativo
Del mismo modo, los amortiguadores rotativos tenderán a oponerse a cualquier par que se les aplique, en una cantidad proporcional a su velocidad de giro. Sus coeficientes de amortiguación se especificarán normalmente por par por velocidad angular. Se pueden distinguir dos tipos de amortiguadores rotativos viscosos:
- Amortiguadores de paletas que tienen un rango angular limitado pero proporcionan un par de amortiguación significativo. La fuerza de amortiguación es el resultado de uno o varios álabes que se mueven a través de un fluido viscoso y lo dejan fluir a través de aberturas calibradas.
- Amortiguadores de rotación continua que no están limitados en su ángulo de rotación pero proporcionan un coeficiente de amortiguación menor. Estos utilizan la fricción generada por las fuerzas de cizallamiento inducidas en el propio fluido viscoso por la diferencia de movimiento entre el rotor y el estator del dashpot.

### Amortiguador de corrientes de Foucault
Un tipo de amortiguador menos común es el de la corriente de Foucault, que utiliza un gran imán dentro de un tubo construido con un material no magnético pero conductor (como el aluminio o el cobre). Al igual que un amortiguador viscoso común, el amortiguador de corrientes de Foucault produce una fuerza resistiva proporcional a la velocidad. Un uso común del amortiguador de corrientes de Foucault es en las balanzas. Se trata de un método sin fricción que permite que la balanza se detenga rápidamente.

## Funcionamiento unidireccional
Los amortiguadores suelen utilizar una derivación mecánica unidireccional para permitir un movimiento rápido y sin restricciones en una dirección y un movimiento lento con el amortiguador en la dirección opuesta. Esto permite, por ejemplo, que una puerta se abra rápidamente sin resistencia añadida, pero que luego se cierre lentamente utilizando el amortiguador. En el caso de los amortiguadores hidráulicos, este movimiento sin restricciones se consigue mediante una válvula de retención unidireccional que permite que el fluido no pase por el estrechamiento del amortiguador. Los amortiguadores rotativos no hidráulicos pueden utilizar un engranaje de trinquete para permitir el movimiento libre en una dirección.

## Aplicaciones

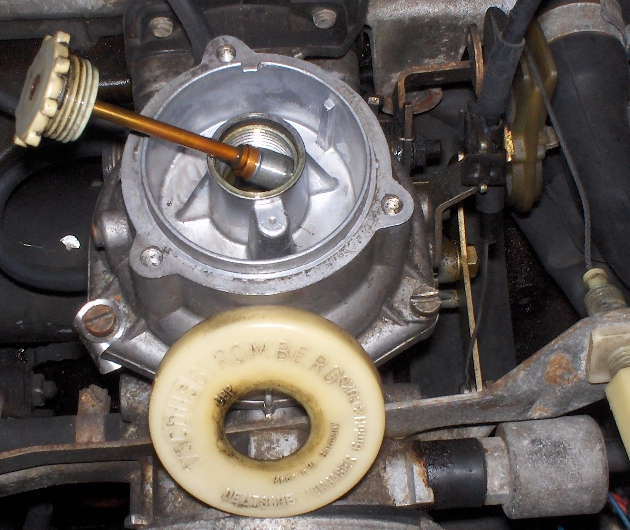
Válvula de descarga en un carburador Zenith-Stromberg de un Saab 90

Un amortiguador es un componente común en un cierrapuertas para evitar que se cierre de golpe. Un muelle aplica una fuerza para cerrar la puerta, que el amortiguador compensa forzando el flujo de fluido a través de un orificio, a menudo ajustable, entre los depósitos, lo que ralentiza el movimiento de la puerta.
Los aparatos electrónicos de consumo suelen utilizar amortiguadores cuando no se desea que una puerta de acceso a los medios o un panel de control se abran repentinamente al soltar el pestillo de la puerta. El amortiguador proporciona un movimiento constante y suave hasta que la puerta de acceso se abre por completo.
El cilindro hidráulico de un amortiguador de automóvil es un amortiguador. También se utilizan en los carburadores, donde el retorno de la palanca del acelerador se amortigua justo antes de que éste se cierre por completo, y luego se deja que se cierre por completo lentamente para reducir las emisiones. El pistón principal del carburador SU británico lleva una aguja escalonada. Esta aguja se mantiene en el orificio de flujo de combustible. El vacío del colector hace que este pistón suba, permitiendo que entre más combustible en el flujo de aire. El amortiguador del SU tiene un pistón hidráulico fijo que amortigua el pistón principal cuando se mueve hacia arriba. Una válvula en el pistón desactiva la amortiguación cuando el pistón principal regresa.
Los amortiguadores pueden controlar grandes fuerzas y altas velocidades. Por ejemplo, se utilizan para detener las catapultas de vapor en las cubiertas de los portaaviones.
Los relés pueden tener un gran retardo utilizando un pistón lleno de líquido que se deja escapar lentamente. Los conmutadores eléctricos pueden utilizar puntos de retardo en su mecanismo de detección de sobrecorriente para reducir la velocidad de reacción a eventos breves, lo que los hace menos sensibles a la activación falsa durante los transitorios, mientras que siguen siendo sensibles a las sobrecargas sostenidas. Otro uso es para retrasar el cierre o la apertura de un circuito eléctrico. Un temporizador de este tipo puede utilizarse, por ejemplo, para la iluminación temporizada de una escalera.
Los mecanismos anti-calado en los motores de combustión interna tienen como objetivo evitar el calado del motor a bajas revoluciones. Los mecanismos antipérdida utilizan los dashpots para detener el movimiento de cierre final del acelerador.

## Viscoelasticidad
Los amortiguadores se utilizan como modelos de materiales que presentan un comportamiento viscoelástico, como el tejido muscular. Los modelos de viscoelasticidad de Maxwell y Kelvin-Voigt utilizan muelles y amortiguadores en circuitos en serie y en paralelo, respectivamente. Los modelos que contienen dashpots añaden un elemento viscoso y dependiente del tiempo al comportamiento de los sólidos, lo que permite modelar comportamientos complejos como la fluencia y la relajación de tensiones.